# Teuctli
El teuctli es un vocablo náhuatl que hacía referencia al grado nobiliario más elevado entre los indígenas méxicas de la América precolombina.
El teuctli además de presidir el consejo real, realizaba tareas importantes en el gobierno de la ciudad.
Para demostrar que estaba listo para ser designado Teuctli, era preciso que la persona candidata a lo largo de un año demostrara su valía y temple. Para ello debía ayunar con frecuencia, realizar ofrendas con su sangre, y soportar los malos tratos que se le dispensaban. 